# 厚木シティプラザ
厚木シティプラザ（あつぎシティプラザ）は、神奈川県厚木市にある複合公共施設で、厚木市立中央図書館や神奈川工科大学厚木市子ども科学館を有する。本稿では、厚木市立中央図書館についても解説する。

## 概要
1984年9月に竣工。厚木市の中町第2－1地区第一種市街地再開発事業によって厚木バスセンターと同時に整備された。地下1階、地上7階、塔屋1階で構成されており、竣工時はビルの2階から4階部分を厚木市中央図書館、5階部分を勤労福祉会館、6階部分をヤングコミュニティセンター、7階が子ども科学館が設置された。図書館における設計コンセプトは、30万冊の蔵書を可能な限り書架に配架することや参考図書を一般資料と同様に配架することなどが掲げられた。
2014年に、建物老朽化や図書館蔵書の不足などにより、施設の再編化が検討される方針が厚木市から提示されている。

## 構成施設
- 地下1階・地上2～4階：厚木市立中央図書館[11]
- 地上1階：商業施設
- 地上5階・6階：老人福祉センター寿荘
- 地上6階：サイエンスホール250（旧ヤングコミュニティセンター　ホール250）
- 地上7階：厚木市子ども科学館

## 建築データ
- 建築主：厚木市[2]
- 設計：横河建築設計事務所／和設計事務所（図書館部分）[2]
- 施工：小島組・桐生工務店特別共同企業体、中国電力・冨士JV、第一工業、須賀工業・神央設備[2]
- フロア数：全8フロア[2]

## 沿革
- 1984年9月 - 竣工[2]。総工費は68億円余[12]。
- 1985年2月 - 厚木シティプラザ全館オープン[13]。図書館で夜間・祝日開館を開始[14]。
- 1994年
  - 3月 - 県央地区（厚木市、相模原市、秦野市、大和市、伊勢原市、海老名市、座間市、綾瀬市、愛川町、清川村）公共図書館との広域利用サービス開始[15]
  - 10月 - 厚木シティプラザ開館10周年記念式典が開催[13]
- 1999年4月 - 図書館の通年開館を開始[14]。
- 2008年3月8日 - 平塚市図書館との相互利用が開始[16]。

## アクセス
小田急電鉄小田原線 本厚木駅東口前、厚木バスセンター横